# 野口裕美
野口 裕美（のぐち ひろみ、男性、1960年11月29日 - ）は、鳥取県西伯郡西伯町（現：南部町）出身の元プロ野球選手（投手）。1988年の登録名は野口 裕之（のぐち ひろゆき）。

## 来歴
法勝寺中学校3年時の第1回鳥取県中学校総合体育大会軟式野球の部で優勝投手となる（主将も務めた）。
米子東高入学後は1年春から活躍し、1976年秋季中国大会ではベスト4入りの原動力となる。その結果、チームは1977年春の選抜の中国地区代表校の一つとして出場を果たす。2年生ながらエースとして県岐阜商高と対戦し、0－5で敗れたが快速球が注目される。直後の春季中国大会では優勝したが、同年夏の甲子園県予選では準決勝で境高に、1978年の夏も準決勝で倉吉北高に敗れ、夏の甲子園に出場することはなかった。
一般入試で立教大学に進学。東京六大学野球リーグでは、2年次の1980年春季リーグにおいて東京六大学戦後最高となるシーズン96奪三振（従来の記録は秋山登の86奪三振）を樹立。同季のベストナインに選出され『セントポールの星』と呼ばれる。しかし連投の影響で肩を故障し、秋季リーグは戦線離脱を余儀なくされた。この時は代役の深井隆投手（日本石油に進む）が好投して優勝寸前だったため、野口の不在が惜しまれる。当時の立教大学は打線が弱く、野口が好投しても打線が援護できないことが多かった。最後のシーズンは東京大学にも敗れ最下位に終わる。リーグ戦通算74試合登板、27勝28敗、防御率2.14、317奪三振。2、3年次には日米大学野球選手権大会にも選出される。大学時代の武器は速球、カーブだった。
当時の東京六大学野球リーグにおける1シーズン最多奪三振記録は、野口の高校の先輩にあたる明大の湯浅禎夫が1925年秋季リーグで記録した109奪三振であり、野口の記録した96奪三振は当時歴代2位である。その後2001年春に早大の和田毅が記録に近づいたが、早慶戦最終戦で先発を回避したため及ばなかった。しかし2004年春季リーグで優勝投手となった明大の一場靖弘が野口の記録を上回る107奪三振を記録した。
即戦力左腕として期待され、1982年のプロ野球ドラフト会議で、中日、西武、阪急の3球団から1位指名を受け、競合の末西武ライオンズに入団。
1983年10月11日に初先発。近鉄の鈴木啓示と投げ合い、6回1/3を3失点と好投するが勝敗はつかなかった。
その後は故障の影響もあって全盛期の球威は復活せず、一軍での登板はわずか5試合にとどまる。
1987年に背番号を14から58に変更。
1988年、裕美から裕之に改名するもその年限りで現役を引退した。
西武時代に同音異字の女性と結婚し「野口ヒロミ夫婦」と話題になる。2019年9月には『人名探求バラエティー 日本人のおなまえっ!』（NHK総合テレビ）に夫婦で出演した。

## 詳細情報

### 年度別投手成績
| 年 度     | 球 団     | 登 板 | 先 発 | 完 投 | 完 封 | 無 四 球 | 勝 利 | 敗 戦 | セ 丨 ブ | ホ 丨 ル ド | 勝 率 | 打 者 | 投 球 回 | 被 安 打 | 被 本 塁 打 | 与 四 球 | 敬 遠 | 与 死 球 | 奪 三 振 | 暴 投 | ボ 丨 ク | 失 点 | 自 責 点 | 防 御 率 | W H I P |
| --------- | --------- | ----- | ----- | ----- | ----- | -------- | ----- | ----- | -------- | ----------- | ----- | ----- | -------- | -------- | ----------- | -------- | ----- | -------- | -------- | ----- | -------- | ----- | -------- | -------- | ------- |
| 1983      | 西武      | 2     | 1     | 0     | 0     | 0        | 0     | 0     | 0        | --          | ----  | 32    | 7.0      | 11       | 0           | 1        | 0     | 0        | 2        | 0     | 0        | 4     | 4        | 5.14     | 1.71    |
| 1984      | 西武      | 1     | 0     | 0     | 0     | 0        | 0     | 0     | 0        | --          | ----  | 3     | 0.1      | 2        | 1           | 0        | 0     | 0        | 0        | 0     | 0        | 2     | 2        | 54.00    | 6.00    |
| 1986      | 西武      | 2     | 0     | 0     | 0     | 0        | 0     | 0     | 0        | --          | ----  | 20    | 5.0      | 6        | 0           | 1        | 0     | 0        | 1        | 0     | 0        | 1     | 1        | 1.80     | 1.40    |
| 通算：3年 | 通算：3年 | 5     | 1     | 0     | 0     | 0        | 0     | 0     | 0        | --          | ----  | 55    | 12.1     | 19       | 1           | 2        | 0     | 0        | 3        | 0     | 0        | 7     | 7        | 5.11     | 1.70    |

### 記録
- 初登板・初先発：1983年10月11日 対近鉄バファローズ22回戦（西武ライオンズ球場）、6回1/3を3失点で勝敗つかず

### 背番号
- 14 （1983年 - 1986年）
- 58 （1987年 - 1988年）

### 登録名
- 野口 裕美 （のぐち ひろみ、1983年 - 1987年）
- 野口 裕之 （のぐち ひろゆき、1988年）